# フルブロマゾラム
フルブロマゾラム（Flubromazolam、JYI-73）は、ベンゾジアゼピン（BZD）誘導体であるトリアゾロベンゾジアゼピン（TBZD）である。フルブロマゾラムは非常に強力であるとの評判があり、特にクロナゾラムやフルブロマゾラムは、わずか0.5mgの経口投与で強い鎮静と健忘を起こす能力があるため、他のデザイナーベンゾジアゼピンよりも比較的高いリスクがあるという懸念が高まっている。生命を脅かす副作用は、フルブロマゾラムわずか3mgで観察されている。

## 法的位置付け

### スウェーデン
フルブロマゾラムは、税関や警察による押収や、娯楽薬として広く使用されているというEMCDDAの指摘により、スウェーデンでは違法薬物に分類されている。

### スイス
フルブロマゾラムは2015年12月現在、スイスでは違法である。

### イギリス
イギリスでは、フルブロマゾラムは2017年5月の1971年薬物乱用法の改正により、他のいくつかのデザイナーベンゾジアゼピン系薬物とともにクラスC薬物に分類された。

### オーストラリア
オーストラリアでは、フルブロマゾラムは連邦法でSchedule 9である。

### アメリカ合衆国
フルブロマゾラムはバージニア州で規制されている。2022年12月23日、DEAはフルブロマゾラムを一時的にSchedule I statusにすることについて検討を開始したと発表した。その後2023年7月25日、DEAはフルブロマゾラムが2023年7月26日から2025年7月26日まで一時的にSchedule I controlled substanceにすると予定されているという事前通知を発表した。